# Louis Verneuil
 (février 2022).
 (août 2021).
Pour les articles homonymes, voir Verneuil.
Louis Collin du Bocage, dit Louis Verneuil, est un auteur dramatique et scénariste français, également acteur, né le 14 mai 1893 à Paris et mort le 2 novembre 1952 dans la même ville. Il signe seul trente-huit pièces de théâtre et vingt-cinq autres en collaboration avec Georges Berr.

## Biographie
Louis Jacques Marie Collin du Bocage naît à Paris en 1893. Son père, Louis Georges Collin, fils d'Auguste Collin (1827-1862) et de Noémi Barbié du Bocage (1829-1904), avait modifié son patronyme, en 1888, pour s'appeler Collin du Bocage, en souvenir de son bisaïeul, le fameux géographe Jean-Denis Barbié du Bocage (1760-1825), membre de l'Institut, et de son aïeul, Jean-Guillaume Barbié du Bocage (1793-1843), lui-même géographe réputé.
Louis Verneuil est dans les années 1930 l'un des rois du théâtre de boulevard, aussi souvent à l'affiche que Sacha Guitry, et l'un des champions, avec Marcel Pagnol, du théâtre filmé.
Il signe soixante-trois pièces en trois ou quatre actes, dont trente-huit seul, les vingt-cinq autres en collaboration avec Georges Berr (1867-1942). S'y ajoutent seize pièces en un acte, cinq revues et vingt-six films. Plus des trois-quarts de cette centaine d'œuvres, écrites et produites en vingt-cinq ans, sont des succès.
Parmi les plus connues, on trouve : Pour avoir Adrienne, Le Fauteuil 47, Azaïs, Maître Bolbec et son mari, toutes pièces devenues des films, de même que Ma cousine de Varsovie, L'Amant de madame Vidal, Une femme ravie avec la volcanique Elvire Popesco. La Banque Némo, autre film tiré d'une autre de ses pièces et réalisé par Marguerite Viel, est victime de la censure en 1934. Monsieur Lamberthier, jouée dans dix-neuf pays, manque d'être portée à l'écran par Carl Theodor Dreyer ; Alfred Hitchcock lui doit l'idée de I confess (La Loi du silence), et René Clair l'une des trouvailles de It happened tomorrow (C'est arrivé demain). Henri-Georges Clouzot réalise également, parmi ses premiers films, des adaptations de pièces de Louis Verneuil (Tout pour l'amour, Caprice de princesse, 1933).
En 1923, il prend la direction à la fois du théâtre de la Renaissance et du théâtre Antoine (du 1er octobre 1923 au 30 septembre 1928).
Estimant que « jusqu'en 1930, la collaboration avec l'Allemagne était souhaitable. Depuis 1933, elle était insensée. En 1940, elle est devenue criminelle », Louis Verneuil se réfugie, sous l'Occupation, aux États-Unis où son succès ne se dément pas, dont une adaptation en anglais de La Vie parisienne d'Offenbach (1941, 1942, 1945). En 1942, ses droits d'auteur sont confisqués par les autorités allemandes, qui bannissent ses œuvres l'année suivante.
Louis Verneuil avait établi l'édition de son théâtre complet en douze volumes ; quatre seulement sont parus, accompagnés de précieuses préfaces.
Il épouse, le 9 mars 1921 à Paris 17e, Lysiane Bernhardt (1896-1977), la petite-fille de Sarah Bernhardt (1844-1923) pour laquelle il écrit deux pièces : Régine Armand qu'elle joue le 20 avril 1922 au théâtre Sarah-Bernhardt, ainsi que Daniel (créée le 10 novembre 1920 au théâtre Sarah-Bernhardt) qui voit la dernière apparition en public de la grande tragédienne, à Turin, à l'automne 1922, avant sa disparition en mars 1923. Louis et Lysiane divorcent dès l'été 1923.
Il entretient ensuite une longue liaison de novembre 1923 à février 1937 avec Elvire Popesco (1896-1993), devenue son égérie et son interprète-partenaire fétiche dans une dizaine de pièces, de Ma cousine de Varsovie (théâtre Michel, 1923) à Pile ou face (théâtre de l'Odéon, 1934), en passant par L'Amant de Madame Vidal (théâtre de Paris, 1928) ou Une femme ravie (théâtre de Paris, 1932), et sept films (Dora Nelson, Sa meilleure cliente, Le Roi, L'Habit vert, Ma cousine de Varsovie, Une femme chipée et L'Amant de Madame Vidal).
Enfin le 22 juillet 1937 il épouse à Paris 16e, Germaine Feydeau (1890-1940), la fille de Georges Feydeau (1862-1921), dont Louis Verneuil avait été le jeune ami et un fervent admirateur.
Il écrit et publie également aux États-Unis, où nombre de ses pièces sont reprises entre 1919 et 1952, La Vie merveilleuse de Sarah Bernhard, et le premier tome d'un extraordinaire livre de souvenirs professionnels Rideau à neuf heures. Pour Broadway, dans les dernières années de sa vie, il écrit encore et met en scène Love and let love (jouée du 19 octobre au 1er décembre 1951, avec entre autres Ginger Rogers) et Affairs of State qui connaît un grand succès avec 610 représentations (jouée du 25 septembre au 4 novembre 1950 au Royal Theatre, puis reprise du 6 novembre 1950 au 8 mars 1952 au Music Box Theatre).

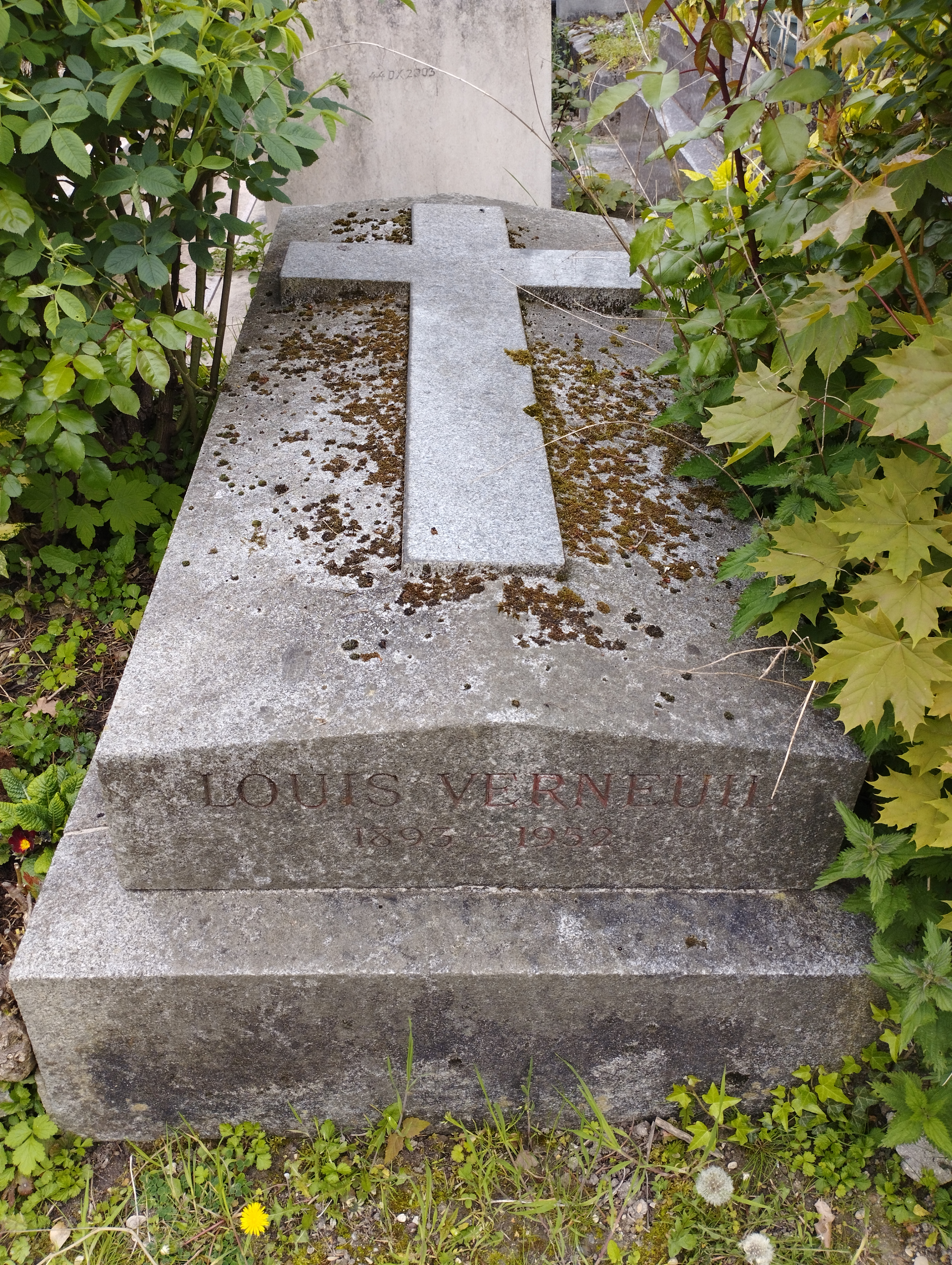
Tombe de Louis Verneuil au cimetière du Père-Lachaise (division 84).

De retour en France, riche mais déprimé, il met en scène de nouveau Elvire Popesco dans une reprise de L'Amant de Madame Vidal (créée le 17 avril 1952 au théâtre Antoine), mais il se suicide le 3 novembre 1952 en se tranchant la gorge au Grand Hôtel Terminus, situé à proximité immédiate de la gare Saint-Lazare, où Feydeau avait lui-même vécu les dernières années de sa vie avant son internement à la clinique du docteur Fouquart. Il est enterré au cimetière du Père-Lachaise (division 84).
La famille Collin du Bocage, dont Olivier Collin du Bocage, commissaire priseur, descendant du frère de Louis Verneuil, est détentrice du droit d'auteur et des droits moraux de son œuvre.
De 1967 à 1985, seize de ses pièces sont diffusées à la télévision française dans la série Au théâtre ce soir, la première enregistrée au théâtre Marigny le 26 avril 1967 : Pour avoir Adrienne, dans une mise en scène de Pierre Mondy, avec Jean Poiret, Michel Serrault, Danièle Lebrun, etc.
En 1988, Ma cousine de Varsovie est reprise au théâtre de la Michodière.

## Citations
- « Les auteurs qui pillent sans vergogne leurs aînés ont parfois du talent : ils "volent" de succès en succès. »
- « Les femmes ne se souviennent que des hommes qui les ont fait rire et les hommes des femmes qui les ont fait pleurer. »

## Théâtre

### Auteur
- 1910 : La Verve folle, 3 septembre (Revue), Casino d'Houlgate
- 1911 : Houlgate-Revue, 21-26 aout (Revue), Casino d'Houlgate
- 1911 : Et allez donc !…, 8 décembre (Revue en un acte), Théâtre Fémina
- 1912 : Le Tout Petit Faust, 26 janvier (un acte), Théâtre Fémina
- 1912 : J'attends quelqu'un !… (Fais ça pour moi !…), 4 mars (un acte), Théâtre Fémina
- 1912 : Hautes Études, 17 mai (un acte), Théâtre Fémina
- 1912 : Tu vas un peu fort ! , 21 novembre (un acte), Théâtre Fémina
- 1913 : La Revue du Moulin (Je me fais rougir), en col. avec Valentin Tarault, 3 janvier (Revue), Moulin Rouge
- 1913 : Le Danger de l'autre, 3 janvier (un acte), Théâtre de la Comédie royale
- 1913 : L'Intransigeant, en col. avec Louis Boucot, 5 décembre (un acte), Théâtre Impérial
- 1915 : La Maison du passeur, en col. avec Paul Armont, 28 janvier (un acte), Théâtre du Châtelet
- 1915 : 1915, en col. avec Rip, avec Yvonne Printemps, 22 avril (Revue), Théâtre du Palais-Royal
- 1915 : Visions de gloire, 18 septembre (Revue), Théâtre du Vaudeville
- 1915 : La Nouvelle revue 1915, en col. avec Rip, 6 octobre (Revue), Théâtre Antoine
- 1915 : Double Emploi, 12 novembre (un acte), Théâtre Antoine
- 1916 : La Charrette anglaise, en col. avec Georges Berr, 31 mai (trois actes), Théâtre du Gymnase
- 1917 : Monsieur Beverley, en col. avec Georges Berr, 28 février (quatre actes), Théâtre Antoine
- 1917   : La Jeune Fille au bain, avec Louis Verneuil, 30 avril (un acte), Théâtre Antoine, puis en octobre au Théâtre Édouard VII
- 1917  : Mon Œuvre !…, en col. avec Georges Berr, 21 septembre (trois actes), Théâtre de l'Athénée
- 1918  : Le Traité d'Auteuil, avec Gaby Morlay, Louis Verneuil, Félix Galipaux et André Lefaur, 12 novembre (trois actes), Théâtre Antoine
- 1919 : Pour avoir Adrienne, avec Raimu, Charlotte Lysès et Louis Verneuil, 7 mai (trois actes), Théâtre Michel
- 1920 : Mademoiselle ma mère, avec Gaby Morlay, Denise Grey, Louis Verneuil, André Lefaur, Félix Galipaux, André Alerme, etc., 24 février (trois actes), Théâtre Fémina
- 1920 : L'Inconnu, 1er septembre (quatre actes), Théâtre Antoine
- 1920  : Daniel, avec Sarah Bernhardt, 9 novembre (quatre actes), Théâtre Sarah-Bernhardt
- 1921 : L'Amant de cœur, 26 février (trois actes), Théâtre de la Potinière
- 1921 : La Dame en rose (d'après Le Satyre (Georges Berr et Marcel Guillemaud), en col. avec Ivan Caryll (musique), 29 avril (opérette en trois actes), Théâtre des Bouffes Parisiens
- 1921 : L'Enfant terrible
- 1921 : Un jeune ménage, 12 novembre (quatre actes), Galeries Saint-Hubert, Bruxelles, puis 16 mai 1922, Théâtre de la Potinière
- 1922 : Régine Armand, avec Sarah Bernhardt, 12 janvier (quatre actes), Galeries Saint-Hubert, Bruxelles, puis 20 avril, Théâtre Sarah-Bernhardt
- 1922 : La Pomme, 12 septembre (trois actes), Théâtre Michel
- 1923 : La Maîtresse de bridge, 29 septembre (trois actes), Théâtre des Nouveautés
- 1923 : Le Fauteuil 47, avec Andrée Mégard, Gaby Morlay, Louis Verneuil, Arquillière, Georges Tréville, etc., 6 octobre (quatre actes), Théâtre Antoine
- 1923 : Ma cousine de Varsovie, avec Elvire Popesco, 22 décembre (trois actes), Théâtre Michel
- 1924 : Lison, 30 aout (trois actes), Théâtre Daunou
- 1924 : Pile ou Face, avec Elvire Popesco, Louis Verneuil, André Lefaur, etc., 20 octobre (cinq actes), Théâtre Antoine
- 1924 : En Famille, 18 décembre (quatre actes), Théâtre de L'Avenue
- 1925 : J'aime Frédéric
- 1925 : Du sang sur l'hermine, avec Elvire Popesco, 4 septembre (un acte), Théâtre des Champs-Élysées
- 1925 : La Joie d'aimer, avec Elvire Popesco et Louis Verneuil, 30 septembre (quatre actes), Théâtre du Gymnase
- 1925 : Le Mariage de Maman, en col. avec Georges Berr, 22 novembre (quatre actes), Théâtre Antoine
- 1925 : Azaïs, en col. avec Georges Berr, 27 novembre (trois actes), Théâtre des Variétés. Elle a été adaptée au cinéma par René Hervil en 1931. Azaïs (film).
- 1926 : La Réussite
- 1926 : Maître Bolbec et son mari, en col. avec Georges Berr, avec Madeleine Soria, Lucien Rozenberg, etc., 13 octobre (trois actes), Théâtre de l'Athénée
- 1927 : Tu m'épouseras !…, avec Elvire Popesco, Louis Verneuil et Saturnin Fabre, 17 février (quatre actes),  Théâtre de Paris
- 1927 : Mademoiselle Flûte, en col. avec Georges Berr, avec Maud Loty et André Lefaur, 15 mai (quatre actes), Théâtre des Variétés
- 1927 : Satan, novembre, Théâtre Antoine
- 1928 : Monsieur Lamberthier, avec André Brulé et Madeleine Lély, 8 novembre (trois actes), Théâtre Antoine
- 1928  : Le Passage de Vénus, en col. avec Georges Berr, avec Saturnin Fabre, etc., 23 février (trois actes), Théâtre Sarah-Bernhardt
- 1928 : L'Honnête Mrs Cheyney (d'après Frederick Lonsdale), 26 février (trois actes), Théâtre Daunou
- 1928 : L'Amant de madame Vidal, avec Elvire Popesco, Louis Verneuil, 6 mars (trois actes), Théâtre de Paris
- 1928 : Ma sœur et moi, en col. avec Georges Berr, 12 avril (trois actes), Théâtre Athénée
- 1928 : La Course à l'Étoile, avec Elvire Popesco et Louis Verneuil, 17 novembre (quatre actes), Théâtre de Paris
- 1929 : Boulard et ses filles, en col. avec Charles Cuvillier (musique), St-Granier et Jean Le Seyeux (couplets), avec Max Dearly, 7 novembre (Opérette en 3 actes), Théâtre Marigny
- 1929 : Monsieur Floche
- 1930 : Guignol (ou Un cambrioleur), en col. avec Georges Berr, avec Jules Berry, Suzi Prim, Saturnin Fabre, etc., 6 mars (quatre actes), Théâtre de la Potinière
- 1930 : Miss France, en col. avec Georges Berr, 19 avril (quatre actes), Théâtre Édouard VII
- 1931 : La Banque Nemo, avec Victor Boucher, Charlotte Lysès, Saturnin Fabre, Blanche Montel, René Bergeron, Gustave Gallet, etc., 21 novembre (trois actes), Théâtre de la Michodière
- 1931 : Les Autres
- 1932 : Les Événements de Béotie, en col. avec Georges Berr, 21 janvier (trois actes), Théâtre de l'Athénée
- 1932 : Avril, en col. avec Georges Berr, 27 septembre (trois actes), Théâtre des Variétés
- 1932 : Une femme ravie, avec Elvire Popesco et Louis Verneuil, 24 décembre (quatre actes), Théâtre de Paris
- 1933 : Parlez-moi d'amour, en col. avec Georges Berr, avec Marguerite Deval, Renée Devillers et Pierre Fresnay, 23 novembre (quatre actes), Théâtre Michel
- 1934 : Le Mari que j'ai voulu, avec Harry Baur, Alice Cocéa et Marguerite Pierry, 24 février (quatre actes), Théâtre des Mathurins
- 1934 : L'École des contribuables, en col. avec Georges Berr, avec André Luguet, Huguette Duflos et Saturnin Fabre, 2 mars (trois actes), Théâtre Marigny
- 1934 : Mon crime !…, en col. avec Georges Berr, avec Edwige Feuillère, Pauley et Alerme, 12 mars (deux actes et sept tableaux), Théâtre des Variétés
- 1934 : La Belle Isabelle (ou Une femme dans la nuit), en col. avec Georges Berr, avec Jane Marnac et Duvallès, 12 avril (trois actes), Théâtre du Palais-Royal
- 1935 : Vive le Roi !…, avec Elvire Popesco, Louis Verneuil, Louis Seigner, etc., 25 octobre (trois actes), Théâtre de l'Odéon
- 1935 : Les Fontaines lumineuses, en col. avec Georges Berr, avec Louvigny, Saturnin Fabre, Jacques de Féraudy, Marcel Simon, etc. 8 novembre (trois actes), Théâtre des Variétés
- 1936 : Un Monsieur qui s'explique, 26 mars (un acte), ABC
- 1936 : Un homme à la mer
- 1937 : Une femme d'un autre âge, en col. avec Georges Berr, 26 février (quatre actes), Théâtre Saint-Georges
- 1937 : Le Rosier de Madame Husson, en col. avec Casimir Oberfeld (musique), 17 septembre (opérette en deux actes), Théâtre de la Porte Saint-Martin
- 1937 : Le Train pour Venise (ou Caroline), en col. avec Georges Berr, avec Huguette Duflos, Louis Verneuil, Armontel, Alerme et Roger Vieuille, 16 décembre (trois actes), Théâtre Saint-Georges; adapté au cinéma en 1938 sous le titre Le Train pour Venise par André Berthomieu
- 1937 : Féérie blanche, 22 décembre (Revue), Théâtre Mogador
- 1938 : Léonidas, 7 octobre (quatre actes), Théâtre de Paris
- 1938 : Le Coffre-fort vivant, en col. avec Georges Berr, Joseph Szula et Jean Sautreuil (musique), 17 décembre (Opérette en deux actes), Théâtre du Châtelet
- 1938 : La Femme de ma vie, 28 décembre (trois actes), Galeries Saint-Hubert, Bruxelles
- 1938 : La Féerie blanche revue opérette de Casimir Oberfeld, livret Louis Verneuil, lyrics André Hornez, Théâtre Mogador
- 1939 : Fascicule noir, 29 décembre (trois actes), Théâtre des Bouffes-Parisiens
- 1955 : Les Trois Messieurs de Bois-Guillaume (ou Les Chantrel), 29 janvier (trois actes), Théâtre des Variétés
- 1980 : (à titre posthume) Une sacrée famille, en col. avec Georges Berr, dans le cadre de l'émission  Au théâtre ce soir

### Adaptation
- 1947 : Rue des anges, d'après Gaslight de Patrick Hamilton, mise en scène Raymond Rouleau, Théâtre de Paris

### Comédien
- 1911 : Une Réparation de Julien Berr de Turique, 31 aout, Casino d'Houlgate
- 1917 : La Jeune Fille au bain de Louis Verneuil, Théâtre Édouard VII
- 1919 : Pour avoir Adrienne, de Louis Verneuil, 7 mai, Théâtre Michel
- 1920 : Mademoiselle ma mère de Louis Verneuil, Théâtre Fémina
- 1922 : Régine Armand de Louis Verneuil, avec Sarah Bernhardt, Théâtre des Galeries-Saint-Hubert, Bruxelles
- 1923 : Le Fauteuil 47, de Louis Verneuil, Théâtre Antoine
- 1924 : Pile ou face de Louis Verneuil, Théâtre Antoine
- 1928 : L'Amant de Madame Vidal de Louis Verneuil, Théâtre de Paris
- 1931 : Pile ou face de Louis Verneuil, Théâtre des Variétés
- 1932 : Une femme ravie de Louis Verneuil, Théâtre de Paris
- 1934 : Pile ou face de Louis Verneuil, Théâtre de l'Odéon
- 1937 : Le Train pour Venise (ou Caroline), de Louis Verneuil et Georges Berr, Théâtre Saint-Georges

### Coauteur
- 1920 : La maison du passeur, épisode de la Guerre de 1914 ; drame en un acte, coécrit avec Paul Armont[4]

## Cinéma

### Pièces adaptées au cinéma
- 1927 : Il faut que tu m'épouses une adaptation par Dorothy Arzner cinéaste américaine, avec Clara Bow et Charles Rogers.
- 1927 : Maitre Randall et son mari (The World at Her Feet) par Luther Reed
- 1929 : Jealousy de Jean de Limur, adapté de la pièce Monsieur Lamberthier.
- 1930 : Le Cambrioleur (Einbrecher) de Hanns Schwarz, adapté de la pièce Guignol le cambrioleur
- 1931 : Ma cousine de Varsovie  une adaptation éponyme de la pièce réalisée par Carmine Gallone avec Carlos Avril et Jean-Marie de l'Isle.
- 1931 : Azaïs (film) est une adaptation de la pièce éponyme réalisée par René Hervil.
- 1932 : Pile ou Face (Das Mädel vom Montparnasse) réalisé par	Hanns Schwarz
- 1933 : Caprice de princesse, une adaptation éponyme de l'opérette, réalisée par Henri-Georges Clouzot et Karl Hartl avec Marie Bell et Armand Bernard.
- 1934 : Une femme chipée, film adapté de la pièce Une femme ravie et réalisé par Pierre Colombier avec Elvire Popesco et Jules Berry.
- 1934 : L'École des contribuables, une adaptation éponyme de la pièce réalisée par René Guissart  avec Armand Bernard, Pierre Larquey et Paul Pauley.
- 1935 : Dora Nelson, adaptation de la pièce éponyme, réalisée par René Guissart.
- 1935 : Parlez-moi d'amour, une adaptation éponyme de la pièce, film réalisé par René Guissart  avec Roger Tréville et Germaine Aussey.
- 1936 : L'Amant de madame Vidal, une adaptation éponyme de la pièce, film réalisé par André Berthomieu avec Elvire Popesco et Victor Boucher.
- 1937 : Mademoiselle ma mère, une adaptation éponyme de la pièce, film réalisé par Henri Decoin avec Danielle Darrieux, Pierre Brasseur et André Alerme.
- 1937 : La Folle Confession (True Confession), film adapté de la pièce Mon crime et réalisé par Wesley Ruggles avec Carole Lombard et Fred MacMurray.
- 1938 : Le Train pour Venise, film adapté de la pièce Le Train pour Venise (ou Caroline) et réalisé par André Berthomieu avec Victor Boucher et Henri Delivry.
- 1939 : Dora Nelson, remake de l'adaptation de 1935 réalisé par Mario Soldati.
- 1946 : Jalousie (Deception), film adapté de la pièce Monsieur Lamberthier aka Satan aka Jealousy et réalisé par Irving Rapper avec Bette Davis et Paul Henreid.
- 2023 : Mon crime, film adapté de sa pièce homonyme co-écrite avec Georges Berr, réalisé par François Ozon.